# Cenk Kangöz
Cenk Kangöz (* 2. Dezember 1974 in Istanbul) ist ein türkischer Schauspieler.

## Leben und Karriere
Kangöz wurde am 14. August 1974 in Istanbul geboren. Er absolvierte ein Studium an der Fakultät für Architektur und arbeitete zunächst als Architekt. Im Alter von 33 entschied er sich für die Schauspielerei und studierte an der Akademie 35.5.
Sein Debüt gab Kangöz 2009 in Kolpaçino: Bir Şehir Efsanesi. Von 2013 bis 2015 war er in der Fernsehserie Medcezir zu sehen. Außerdem trat er 2017 in Diriliş: Ertuğrul auf. 2019 spielte er in Azize mit. Zischen 2021 und 2022 war er in Üç Kuruş zu sehen.  Im selben Kahr bekam er in der Serie Adanış: Kutsal Kavga eine Hauptrolle.
Kangöz war mit der Schauspielerin Seda Tosun liiert. Das Paar trennte sich jedoch im Jahr 2017.

## Filmografie
Filme
- 2009: Kolpaçino
- 2013: G.D.O. KaraKedi

Serien
- 2010–2012: Fatmagül'ün Suçu Ne?
- 2011: Tal der Wölfe – Hinterhalt
- 2013–2015: Medcezir
- 2016: Kördüğüm
- 2016: Diriliş Ertuğrul
- 2017: Eşkıya Dünyaya Hükümdar Olmaz
- 2019: Azize
- 2020–2021: Kırmızı Oda
- 2021–2022: Üç Kuruş
- 2022: Adanış: Kutsal Kavga
- 2024: Aile
- 2024: Deha